# Irving Selikoff

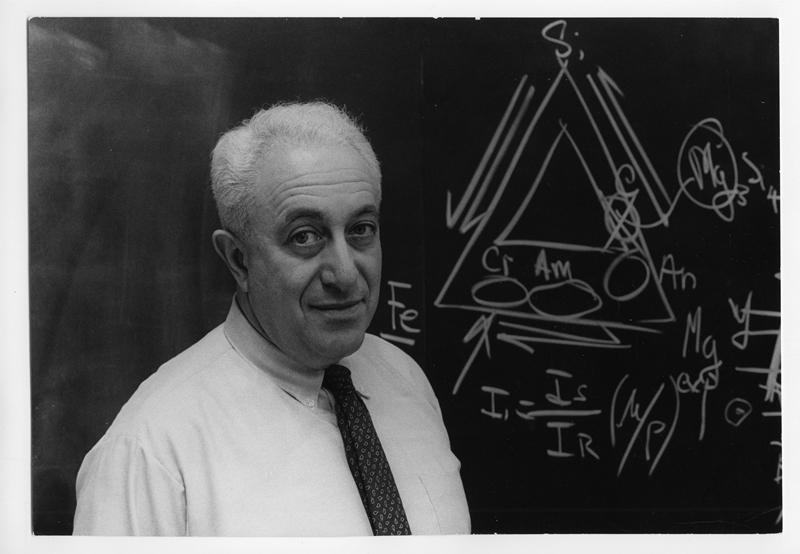
Irving Selikoff

Irving John Selikoff (* 15. Januar 1915 in Brooklyn; † 20. Mai 1992 in Ridgewood (New Jersey)) war ein US-amerikanischer Mediziner, der für die Entwicklung von Tuberkulose-Therapien und die Erforschung und Propagierung des Zusammenhangs von Krebs (und anderen Erkrankungen, Asbestose) und Asbest bekannt ist.

## Leben
Selikoff studierte an der Columbia University (Bachelor-Abschluss) und an den Royal Colleges of Medicine in Schottland (M.-D.-Abschluss 1941). Seine Facharztausbildung begann er an einem Krankenhaus in Newark in New Jersey und war dann über fünfzig Jahre am Mount Sinai Hospital in New York City, wo er als Assistent in der Anatomie und Pathologie begann und schließlich 1966 bis 1985 die Abteilung Arbeits- und Umweltmedizin leitete, die aus dem von ihm gegründeten Environmental Science Laboratory hervorging.
Am Mount Sinai entwickelte Selikoff eine erfolgreiche Tuberkulose-Therapie mit Isoniazid und führte die klinischen Tests 1952 mit Edward H. Robitzek durch.
Mitte der 1950er Jahre behandelte er Arbeiter für die Asbestarbeitergewerkschaft, wobei ihm eine ungewöhnliche Häufung von Mesotheliomen bei diesen Arbeitern auffiel. Der Zusammenhang war auch schon von anderen publiziert worden, aber Selikoff führte systematisch interdisziplinäre experimentelle und epidemiologische Studien durch (zum Beispiel von Werftarbeitern in Long Beach) und startete eine Kampagne, die auch breite Aufmerksamkeit in der Öffentlichkeit in den USA fand. Ein Durchbruch in seiner Kampagne gegen Asbest, die anfangs auf großen Widerstand von Firmen und Lobbyorganisationen stieß und ihn zum Ziel auch persönlicher Angriffe machte, war eine Konferenz der New York Academy of Sciences 1965 zu diesem Thema. Selikoffs Bemühungen waren wesentlich für die Asbest-Vorschriften, die in den USA und anderen Ländern erlassen wurden.
Selikoff veröffentlichte über 370 wissenschaftliche Aufsätze und gab 13 Monografien heraus und überwachte rund 70 klinische Tests.
1955 erhielt er den Albert Lasker Award for Clinical Medical Research für seine Tuberkulosetherapie. Für seine Asbestforschung wurde er Ehrenmitglied der Asbestarbeitergewerkschaft. Er war Präsident der American Thoracic Society und der New York Academy of Sciences. 1979 wurde er zum Ehrenmitglied (Honorary Fellow) der Royal Society of Edinburgh gewählt.
Selikoff war Gründungsherausgeber des American Journal of Industrial Medicine und von Environmental Research.